# Кутаїський автомобільний завод

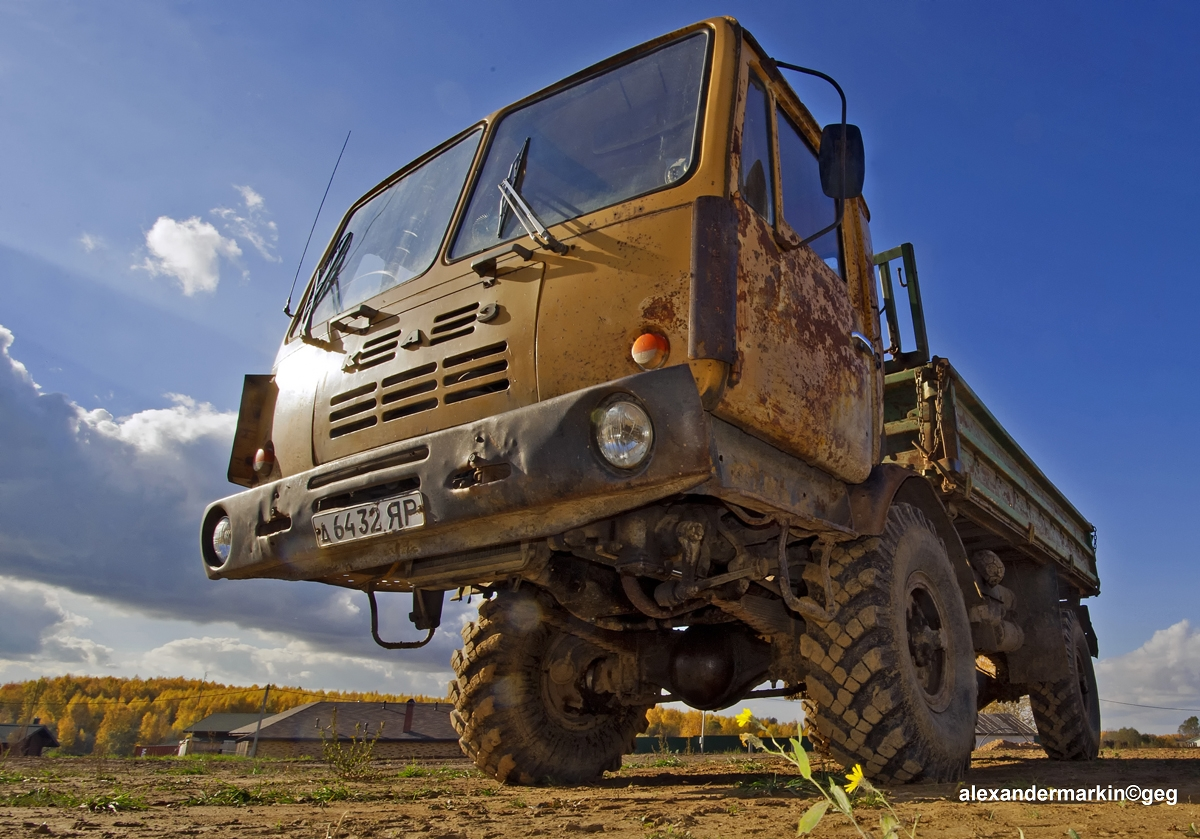
КАЗ 4540 Колхіда

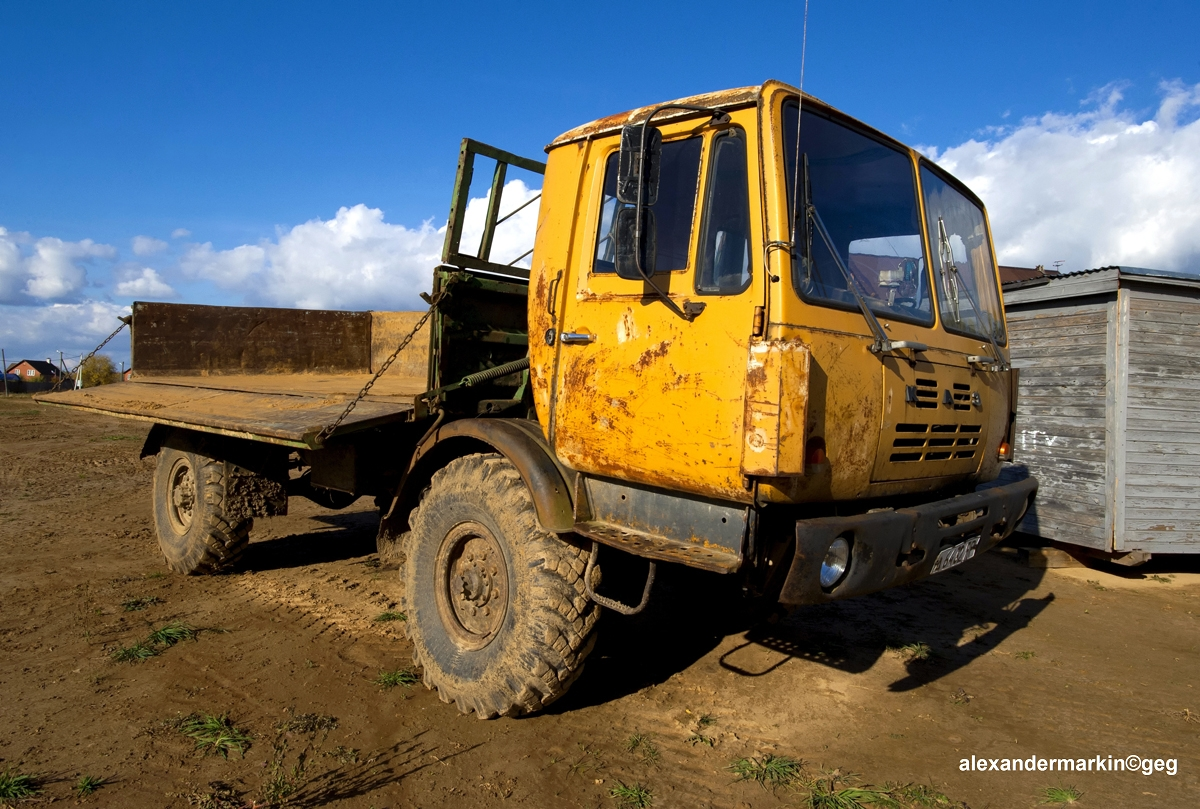
КАЗ 4540 Колхіда

Кутаїський автомобільний завод (груз. ქუთაისის საავტომობილო ქარხანა) — підприємство автомобільної промисловості в Кутаїсі (Грузія).

## Історія
Будівництво заводу почалося в 1945 році, випуск автомобілів почався в 1951 році.
18 серпня 1951 року був випущений перший вантажний автомобіль — КАЗ-150, що є модифікацією ЗІС-150, комплектуючі до нього надходили з ЗІСа.
В 1952 році почався випуск самоскидів КАЗ-585Б, що базуються на шасі ЗІС-150.
У середині 1950-х було засновано власне конструкторське бюро.
З 1961 по 1968 рік випускався автомобіль КАЗ-606А, з 1967 — КАЗ-608 «Колхіда», що став найпоширенішим автомобілем, що випускається на заводі (його перші дослідні зразки були виготовлені ще в 1963 році).
В кінці 1970-х років в НАМІ був розроблений двовісний повнопривідний сільськогосподарський самоскид, який отримав назву КАЗ-4540, який після низки міжвідомчих випробувань з 1984 року випускався на КАЗі.
1976 року було запущено виробництво тягача КАЗ-608В, а з 1986 року — КАЗ-608В2.
Після розпаду СРСР в 1991 році завод практично припинив виробництво.
У 2002 році відбулася презентація проєкту з викруточного складання індійських позашляховиків Mahindra. Подальша доля проєкту невідома.
Наприкінці 2009 року було оголошено про початок спільного підприємства з німецькою компанією MAN щодо складання вантажних автомобілів, але на даний момент не випущено жодного автомобіля.

## Модельний ряд КАЗ
- КАЗ-150
- КАЗ-120Т
- КАЗ-585
- КАЗ-600
- КАЗ-601
- КАЗ-605
- КАЗ-606
- КАЗ-608
- КАЗ-4502
- КАЗ-4540